# Olaf Kröck

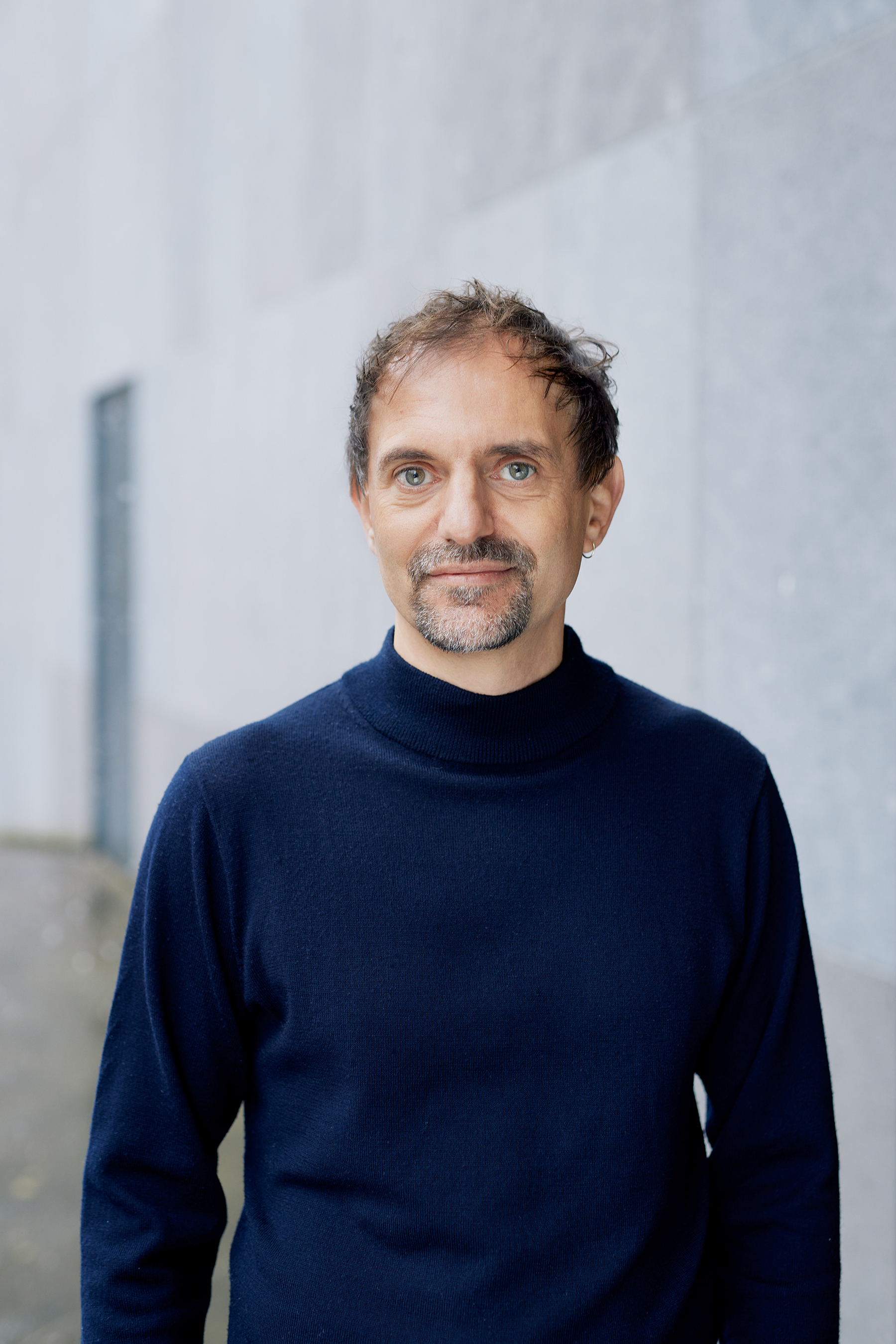
Olaf Kröck (2023)

Olaf Kröck (* 1971 in Viersen) ist ein deutscher Dramaturg, Regisseur und Intendant.

## Leben
Olaf Kröck wuchs am Niederrhein auf. Er begann 1991 sein Studium an der Universität Hildesheim. Seinen Diplomabschluss machte er 1998 und war anschließend wissenschaftlicher Mitarbeiter im Institut für Medien- und Theaterwissenschaften. Er leitete in dieser Zeit das 3. Europäische Theaterfestival „transeuropa 2000“. Anschließend gründete er die „Nachtbar“ am damaligen Hildesheimer Stadttheater (heute: TfN - Theater für Niedersachsen) und verknüpfte dort die Freie Theater Szene Hildesheims mit dem Stadttheater und dem Kulturwissenschaftlichen Studiengängen der Universität. 2001 wechselte Olaf Kröck an das Luzerner Theater (Intendanz: Barbara Mundel) als Leiter der Experimentierbühne „UG“. In Luzern arbeitet er als Dramaturg u. a. mit Barbra Weber, Monika Gintersdorfer, Rimini Protokoll, Matthias von Hartz, Schauplatz International.
Zur Spielzeit 2005/2006 begann er mit Intendant Anselm Weber am Schauspiel Essen als Dramaturg. Hier arbeitete er u. a. mit Anselm Weber, David Bösch, Rafael Sanchez, Hofmann&Lindholm. Am Schauspiel Essen gründete er die „Heldenbar“.
Im Sommer 2010 begleitete er während der RUHR.2010 – Kulturhauptstadt Europas das internationale Theaterfestival Theater der Welt (Künstlerische Leitung: Frie Leysen). Zur Spielzeit 2010/2011 wechselte er als Dramaturg an das Schauspielhaus Bochum. Von 2013 bis 2017 war er dort Chefdramaturg, in der Spielzeit 2017/2018 Intendant. In Bochum arbeitete er als Dramaturg u. a. mit Paul Koek, Jan Klata, Martina van Boxen, Christoph Frick, Monika Gintersdorfer, Hermann Schmidt-Rahmer, Eric de Vroedt. 2013/2014 entwickelte er in Bochum als Künstlerischer Ko-Leiter das internationale Detroit-Projekt maßgeblich mit. Das Projekt setzte sich künstlerisch mit den Ursachen und Folgen der „Opel-Krise“ von Bochum auseinander.
2018 wurde Kröck Intendant der Ruhrfestspiele Recklinghausen, die er von Beginn an in einem Spannungsverhältnis von „Poesie und Politik“ ausrichtete.
Olaf Kröck ist Mitglied der Deutschen Akademie der Darstellenden Künste.

## Inszenierungen (Auswahl)
- 2008 Deadline, Hörspiel von Frank Böhle, Olaf Kröck, Helgard Haug, Stefan Kaegi und Daniel Wetzel nach dem gleichnamigen Theaterstück von Rimini Protokoll
- 2010 - 1live - Flüchtlinge im Ruhestand, Hörspiel von Mirjam Strunk
- 2016 - Schauspielhaus Bochum – Lampedusa von Anders Lustgarten (deutschsprachige Erstaufführung)[6]
- 2018 - Schauspielhaus Bochum – Time to close your eyes u. a. mit Slixs[7]

## Publikationen
- Theater als Readymade. In: Albrecht Hirche, Kathrin Krumbein (Hrsg.): Der freie Fall. Positionen von Performern. Klartext-Verlag, Essen 2006, ISBN 3-89861-590-1.
- Mal wat ganz anderes. Erfahrungen im Umgang mit Stadttheater und Freier Szene und die Sehnsucht nach einem schönen Grau. In: Christian Esch, Tom Stromberg und Matthias von Hartz (Hg.) Es geht auch anders. Theater Festival Impulse, Theater der Zeit Verlag, Berlin 2012, ISBN 978-3-942449-43-4.
- Schauspielhaus Bochum und Urbane Künste Ruhr (Hg.) Das Detroit Projekt - Schichtwechsel. Ein Handbuch für Städte im Wandel, Theater der Zeit Verlag, Berlin 2015, ISBN 978-3-95749-025-4.
- Das eine nicht lassen, aber das andere trotzdem tun. Olaf Kröck im Gespräch mit Julia Speckmann unter Mitarbeit von Micha Kranixfeld. In: Wolfgang Schneider und Julia Speckmann (Hg.) Theater machen als Beruf - Hildesheimer Wege, Theater der Zeit Verlag, Berlin 2017, ISBN 978-3-943881-85-1.